# 科塔帕拉科區
科塔帕拉科區（西班牙語：Distrito de Cotaparaco），是秘魯的一個區，位於該國北部安卡什大區的雷奈伊省，始建於1857年1月2日，面積172.85平方公里，海拔高度3,008米，2005年人口619，人口密度為每平方公里3.58人。